# Mariensäule (Obervolkach)

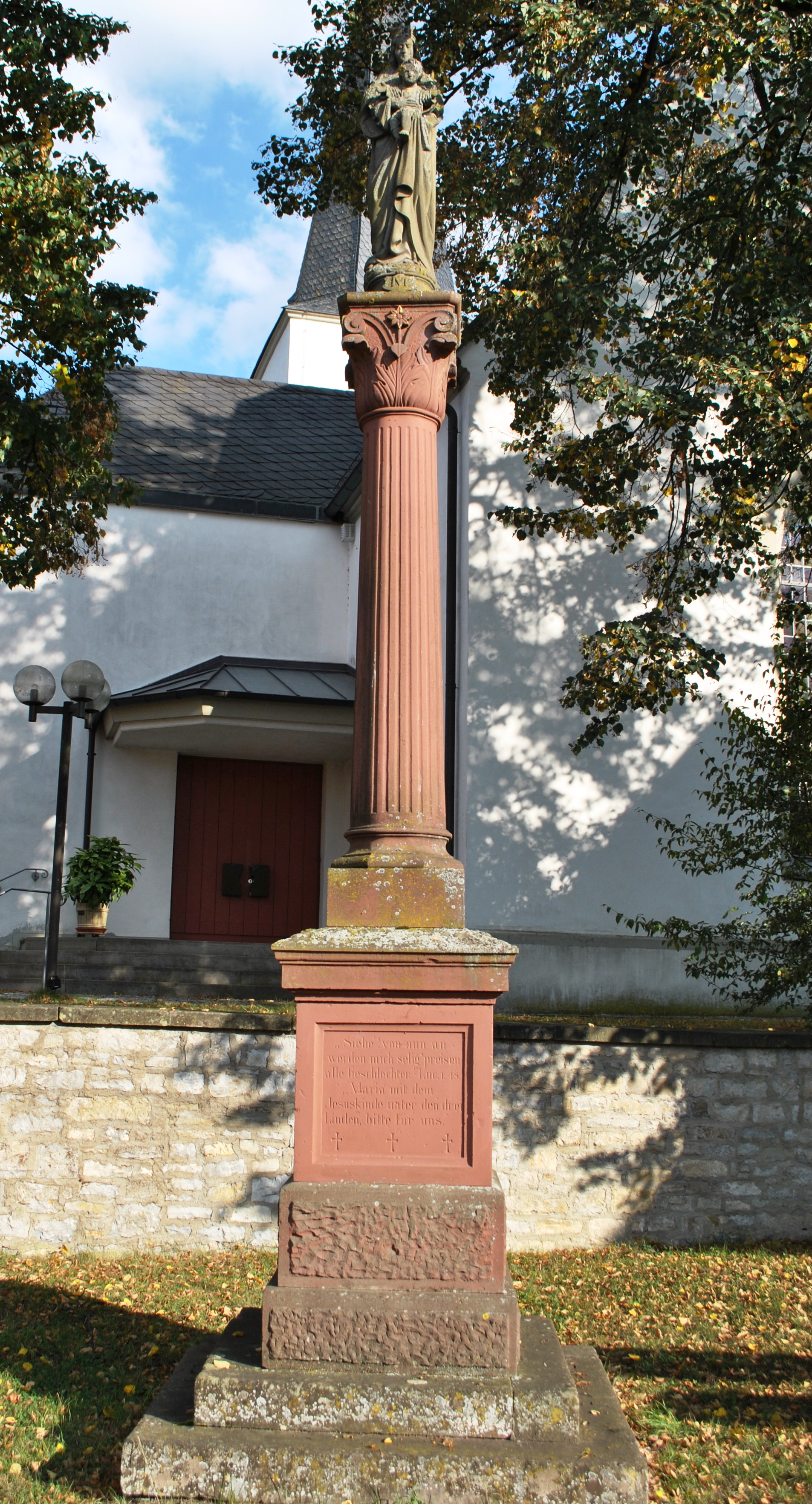
Die Mariensäule in Obervolkach

Die Mariensäule im unterfränkischen Obervolkach ist ein eingetragenes Baudenkmal. Sie zeigt die thronende Maria und befindet sich heute vor der Pfarrkirche St. Nikolaus im Zentrum des Dorfes.

## Geschichte
Das Dorf Obervolkach hatte bereits in früheren Zeiten unter den großen Kriegen gelitten. Die jeweiligen Dorfherren musterten immer wieder die männlichen Bewohner des Ortes für den kriegerischen Ernstfall. Im Deutsch-Französischen Krieg der Jahre 1870 und 1871 mussten insgesamt 20 Obervolkacher zu den Waffen greifen und kämpften für das Königreich Bayern. Mit sieben Toten hatte das Dorf einen hohen Blutzoll zu entrichten.
Die Dorfgemeinde begann im Jahr 1896, zum fünfundzwanzigjährigen Friedensjubiläum, mit der Errichtung der Mariensäule. Sie war den Toten des Krieges gewidmet und stellt gleichzeitig ein Kriegerdenkmal dar. Aufstellung fand die Säule vor der Pfarrkirche, sie bildete seitdem den Mittelpunkt des Dorfes und ist von den sogenannten drei Linden umgeben. Das Bayerische Landesamt für Denkmalpflege ordnet die Mariensäule als Baudenkmal ein.

## Beschreibung
Der Sockel der Säule ist rechteckig gestaltet. Ein ausladendes Gesims leitet zum Schaft über. Dieser ist rund geschaffen und mit Kannelüren verziert. Er verjüngt sich nach oben und schließt mit einem reich verzierten Kapitell ab. Darüber erhebt sich eine plastische Figur der Maria mit dem Jesuskind in ihrem Arm. Die Säule wurde aus Sandstein geschaffen, der Sockel und der Säulenschaft ist in rötlichem Stein gehalten, während die Figur grauen Stein aufweist.
Die Inschriften im Sockel lauten: „Siehe, von nun an werden mich selig preisen alle Geschlechter“ und „Maria mit dem Jesukinde unter den 3 Linden, bitte für uns!“ Auf den beiden Seiten sind die Namen der Toten eingraviert, darüber die Inschrift „Gewidmet von der Gemeinde Obervolkach ihren Kriegern 1870=1871“. Die Rückseite klärt die Errichtungsumstände. „Zur Erinnerung an das 25. jährige Friedensjubilaeum“.